# 彭鯤化
彭鯤化（1573年—？），字飛仲，號翀玄，河南汝寧府汝阳县人。明朝政治人物、進士出身。

## 生平
丙午河南乡试第三十五名举人，万历三十五年（1607年）丁未科進士，授金乡知县，以绩最，授福建道御史，出按两浙，因病归，起大理寺丞。时魏璫煽虐，仕途举足陷网，吏部郎苏继欧忤逆璫意下狱，鯤化念乡谊，为饷一餐，璫私人议及之，祸几不测，幸素以清直著，得削籍归。魏败，召还职，坚卧不起，筑古香园，读书授徒。著有《古香集》、《柴潭述古》、《帐秘编》若干卷。弟彭鯤颺，辛酉举人。

## 家族
曾祖彭虎。祖父彭翥，倉副使。父彭商賢。母张氏。慈侍下。兄鲲躍。弟鲲颺（辛酉举人）、鲲起。